# 박일호
박일호(朴一浩, 1962년 7월 21일~)은 대한민국의 정치인이다. 제12·13·14대 경상남도 밀양시장(2014. 7.~2023. 12.)을 지냈다.

## 학력
- 백산초등학교
- 밀양 동명중학교
- 마산고등학교 졸업
- 중앙대학교 정치외교학 학사
- 서울대학교 대학원 행정학 석사
- 2000~2003 이스트앵글리아대학교 대학원 환경경제학 박사

## 경력
- 1990: 행정고등고시(제34회) 합격
- 1991. 4.~1994. 1. 환경부 대기보전국 생활공해과 과장
- 1994. 2. 1.~2006. 11. 1. 환경부 자원순환국 자원재활용과 과장
- 2006. 12. 1.~2007. 9. 1. 청와대 부이사관
- 한국전자산업환경협회 사외이사
- 환경부 자체규제심사 자원순환분과위원회 위원
- 새누리당 노동위원회 부위원장
- 새누리당 국민행복추진위원회 위원
- 국립공원관리공단 비상임이사
- 대통령비서실 행정관
- 2007. 9.~2014. 2. 김앤장 법률사무소 고문
- 2014. 7.~2023. 12. 제12·13·14대 경상남도 밀양시장(3선, 민선 6·7·8기)
- 2022. 8.~2023. 12. 경남시장군수협의회장
- 2022. 9.~2023. 12. 대한민국 시장·군수·구청장 협의회 공동 부회장
- 2023. 3.~2023. 12. 대한민국 시장·군수·구청장 협의회 탄소중립 분과위원회 위원장

## 논란

### 공직선거법 위반
2018년 제7회 지방선거 경남 밀양시장 출마를 앞두고 '재임기간에 3조4000억원 상당의 예산을 확보했다'는 내용의 글을 블로그·페이스북·문자메시지 등에 게재하거나 발송해 유권자들에게 알린 혐의(공직선거법상 허위사실 공표 금지 위반)로 불구속 기소되어 2019년 2월 15일 창원지법 밀양지원에서 열린 1심에서 무죄를 선고받았다. 2019년 8월 28일 부산고법 창원재판부에서 열린 2심에서 원심을 파기한 벌금 80만 원을 선고받았다. 2019년 11월 28일 대법원에서 원심이 확정되어 시장직을 유지하게 되었다.

## 역대 선거 결과
|  | 57.01% |

|  | 64.16% |

|  | 78.86% |

| 전임 엄용수 | 제12·13·14대 경상남도 밀양시장 2014년 7월 1일~2023년 12월 11일 | 후임 (권한대행)허동식 안병구 |